# David López Ribes

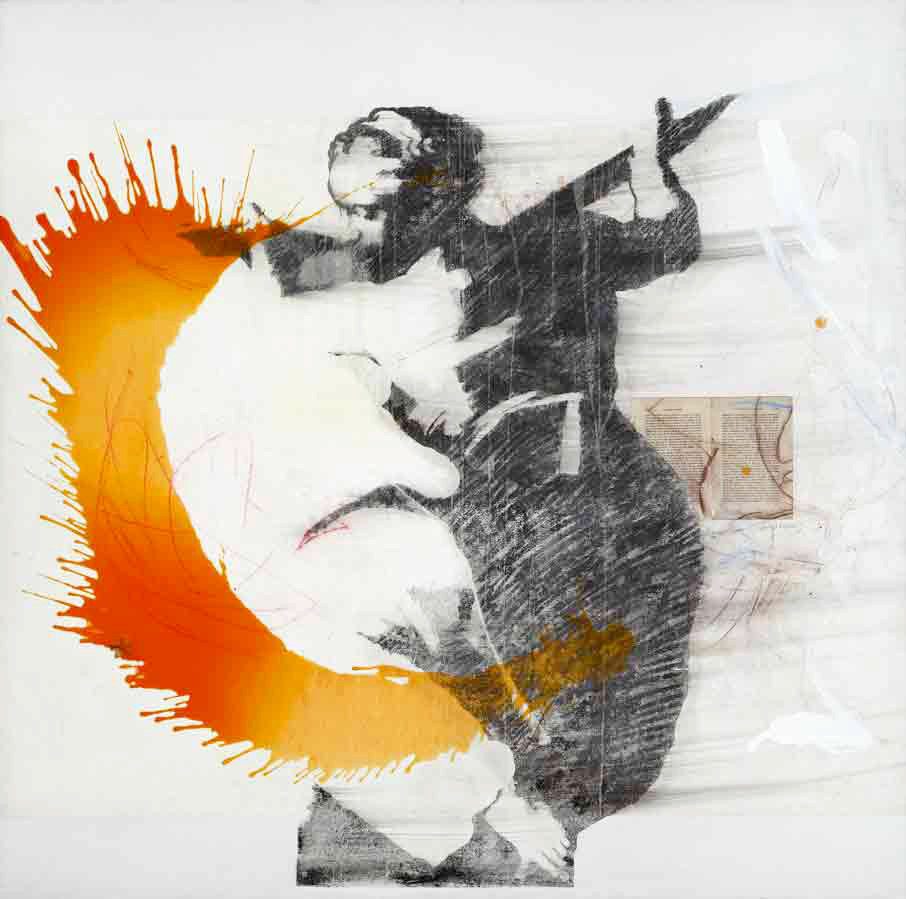
Art is revelation, 2007

David López Ribes (Valencia, España, 27 de junio de 1972) es un pintor y artista multidisciplinar español. 
Realiza su formación artística en la Facultad de Bellas Artes de la Universidad Politécnica de Valencia desde 1991 hasta 1995. y en la
School of Visual Arts  de Nueva York en 2004.
David Lopez Ribes es Premio de las Academias Pontificias 2012, otorgado por el Papa Benedicto XVI por su contribución al desarrollo del humanismo cristiano en el arte contemporáneo.

## Obra
Su trabajo es fundamentalmente pictórico, heredero en parte del informalismo, sin embargo, a partir del año 2000 desarrolla Nuevos Medios (video, escultura e instalación).
Son obras de carácter espiritual y trascendente, que están claramente influenciados por su vida personal.
Mediante pintura, escultura y el video arte proyectado sobre objetos reales se dirige a cuestiones como: padre, sacrificio, donación, tránsito y reino, en el contenido y también una preocupación constante por utilizar medios para el diálogo con el hombre secularizado.
Creando puentes entre Cultura Contemporánea y Fe.

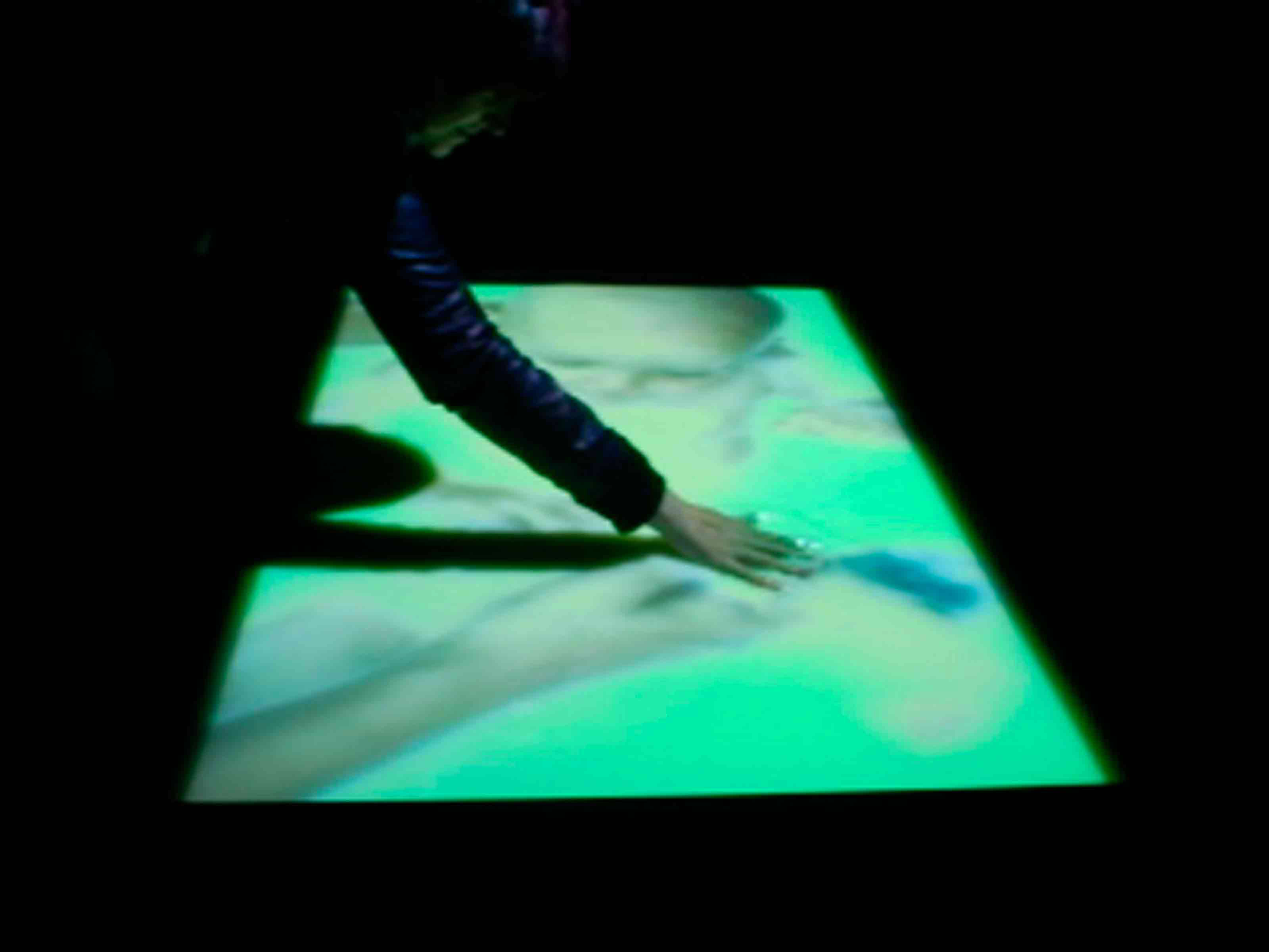
Bath 2012, Caceres

Sus instalaciones de vídeo están diseñadas para hacer reflexionar sobre la percepción mientras que reconsidera el video como medio en sí mismo.
Son imágenes que quieren estar aquí con nosotros saliendo de los límites del 'marco' y entrando en la vida real, imágenes proyectadas en objetos reales, los mismos sobre los que realiza la acción. Instalaciones multimedia que desdibujan el límite entre lo tangible y lo trascendente.
La nostalgia de la armonía, el rechazo del subjetivismo y liturgias de lo cotidiano, como expresión de la integridad moral, son temas transversales.
Es galardonado con el Premio Arte Joven del Instituto Valenciano de la Juventud en 1997 y realiza exposiciones en el Palacio de la Música y Congresos de Valencia, en la Casa de la Cultura de Castellón y Centro 14 de Alicante, entre otras. Ese verano trabaja junto al pintor Antonio López.
En agosto de 1997 se traslada a París, donde residirá hasta el año 2000, periodo en el que colabora en la gestión Cultural del Instituto Cervantes de París y realiza sus primeras exposiciones individuales en Francia. También inicia su relación con la japonesa Galería Nichido en donde expone de forma continuada tanto de forma individual como colectiva.
En 2001, expone en la Galería Charpa de Valencia.
En 2002, recibe la Beca Art Visual de la Generalitat Valenciana y así viaja a Nueva York en 2003, para realizar un postgrado en New Medias en la Escuela de Artes Visuales de Nueva York.
En 2004, expone en la Galería Edgar Neville de Alfafar, en Valencia, comisionado por el pintor José Sanleón y Consuelo Ciscar, directora del Instituto Valenciano de Arte Moderno IVAM.
Resulta ganador, en 2008, del X Premi de Pintura Milagros Mir.
En 2011 vuelve a exponer en Valencia, en el Palacio de la Música y Congresos de Valencia. En ese mismo año participa en la exposición Arte + Fe en la Fundación Pons de Madrid, dentro del programa oficial de la Jornada Mundial de la Juventud de 2011. Dicha exposición ha sido presentada en el Instituto Cultural El Brocense, en Lisboa y también en Cáceres, donde López ofreció la charla inaugural.
Su obra está presente en colecciones públicas y privadas nacionales e internacionales.
Desde 1999 desarrolla, junto al pintor español Kiko Argüello y un equipo internacional de pintores, una Nueva Estética para la Iglesia Católica en Seminarios, Iglesias y espacios litúrgicos en todo el mundo.
2012 Brasilia Brasil, Shanghái China, 2011 Madrid y Valencia España, 2010 New Jersey USA, Shanghái China, Managua Nicaragua, Valencia España, 2009 Denver Usa, Roma Italia, Varsovia Polonia, Valencia España, 2008 Macerata, Italia, 2007 Estrasburgo Francia, Los Angeles USA, Roma Italia, 2006 Perugia Italia, Washington Usa, Newark Usa, 2005 Estrasburgo Francia, Berlín Alemania, Murcia España, 2004 Catedral de la Almudena Madrid España, 2003 Domus Galilea Israel, 2001 Madrid, 2000 Oulu Finlandia, 1999 Piacenza Italia

## Selección de Exposiciones
1995 Sala de Exposiciones de la Universidad Politécnica de Valencia
1997 Palacio de la Música y Congresos de Valencia, Casa Cultura de Castellón y Centro 14 en Alicante
1998 Colegio de España en París
1999 Centro Cultural de la Villa en Madrid y Galerie Bernanos en París
2000 Sala Parpallo, Museo de la Beneficencia y Estación del Norte en Valencia
2001 Galerie Nichido en París
2002 Galería Charpa en Valencia, Museo de la Ciudad en Valencia y Museo de la Ciudad en Madrid
2003 SVA de New York y Galerie Nichido en París
2004 Galería Edgar Neville de Valencia.
2005 Museo de Arte Moderno de Valencia IVAM y Galería Gabernia de Valencia
2007 Galerie Nichido en París
2009 Museo A Mir en Valencia y Galerie Nichido en París
2010 Galerie Nichido en París
2011 Palacio de la Música y Congresos de Valencia, Fundación Pons en Madrid 
2012 Instituto Cultural El Brocense, Marion Meyer Gallery California, Galerie Nichido Paris, Sala do Risco Lisboa y Ayuntamiento de Castellón